# ISO/IEC 9075:2016
ISO/IEC 9075:2016 o SQL:2016 es un estándar dedicado al ámbito de la  tecnologías de la información, y más concretamente al lenguaje para gestión de  bases de datos SQL. Fue publicado en diciembre de 2016, sustituyendo a la revisión de 2011, SQL:2011, convirtiéndose así en la referencia actual del lenguaje de consultas estructuradas (SQL).

## Resumen
En 1986 ANSI publicó la primera versión del estándar estadounidense SQL. Un año después SQL era publicado como un estándar internacional por parte de ISO.
A lo largo de su vida SQL ha sido el lenguaje más utilizado para el desarrollo de una gran cantidad de Sistema de gestión de bases de datos relacionales. Sin embargo, estos últimos años ha aparecido un nuevo competidor, las bases de datos NoSQL, para intentar imponerse al lenguaje de consulta estructurado.

## Nuevas características
Una de las claves del éxito de SQL ha sido su capacidad para imponer siempre las últimas tendencias relacionadas con el manejo de bases de datos.
En esta revisión se presentan nueve partes que dividen al estándar en los siguientes puntos:
- Parte 1: Framework (SQL/Framework)
- Parte 2: Foundation (SQL/Foundation)
- Parte 3: Call-Level Interface(SQL/CLI)
- Parte 4: Persistent stored modules (SQL/PSM)
- Parte 9: Management of External Data (SQL/MED)
- Parte 10: Object Language Bindings (SQL/OLB)
- Parte 11: Information and definition Schemas (SQL/Schemata)
- Parte 13: Routines and types using the Java TM programming Language (SQL/JRT)
- Parte 14: XML Related Specifications (SQL/XML)

Esta nueva versión, a excepción de la parte 2 -Foundation-, no presenta una gran cantidad de cambios. La mayoría de modificaciones han sido realizadas para corregir bugs y resolver problemas menores.
 Los cambios más importantes introducidos en esta nueva versión son:
- Soporte para JSON (Java Script Object Notation).
- Funciones polimórficas para las tablas.
- Búsqueda de filas acorde al patrón definido por una expresión regular.